# 厚嘴棉鳧
，是雁形目鸭科的一种鸟类。

## 特征
厚嘴棉凫体重约266克，翼长约149.6毫米，嘴峰长约27.8毫米，喙宽度约10.8毫米，喙厚度约12.4毫米，跗蹠长约24.8毫米，尾长约66.2毫米。厚嘴棉凫在其分布区内为留鸟，其栖息在开放的湖泊、沼泽等湿地环境中，食性为杂食性，主要食物来源是水生植物。

## 分布
撒哈拉以南的非洲（西南非洲除外）和马达加斯加。